# Glycyphana quadricolor
Glycyphana quadricolor är en skalbaggsart som beskrevs av Christian Rudolph Wilhelm Wiedemann 1823. Glycyphana quadricolor ingår i släktet Glycyphana och familjen Cetoniidae.

## Underarter
Arten delas in i följande underarter:
- G. q. picta
- G. q. niveopunctata
- G. q. rimskii
- G. q. rubroscutellari
- G. q. sinuata
- G. q. swainsoni
- G. q. labecula
- G. q. mindoroensis
- G. q. huyghei
- G. q. feae